# Movimiento 26 de Marzo
El Movimiento 26 de Marzo (26M) es un partido político uruguayo de orientación marxista-leninista. Tiene sus antecedentes en la formación del Movimiento de Independientes 26 de Marzo, fundado en marzo de 1971 y disuelto en 1973. Hasta el 30 de marzo de 2008 formó parte de la coalición política Frente Amplio.
Desde 2009, el 26M se integró a la Asamblea Popular, un espacio fundado en abril de 2006, y desde 2013 es miembro fundador de la alianza Unidad Popular con las que ha participado de las elecciones de 2014 obteniendo un escaño, el de Eduardo Rubio

## Historia

### En el Penal de Libertad: la "autocrítica" y los "Seis Puntos"
El confinamiento en el Penal de la ciudad de Libertad en el departamento de San José alojó a buena parte de los integrantes del MLN-T y de su brazo político. Por un breve lapso, incluso, la Dirección de la guerrilla estuvo confinada en un sector del Penal hasta que el régimen de facto decidió el traslado de la Dirección. Estos en los hechos pasaron a ser considerados "rehenes" por la dictadura cívico-militar.
El Simposio de Viña del Mar fue ingresado al Penal de Libertad una vez que comenzaron a ingresar en la cárcel los militantes venidos del exterior. El documento de "autocrítica" emanado de aquel encuentro en Chile fue rápidamente distribuido por los pisos como la "línea" que venía desde afuera. En poco tiempo se discutía en todo el celdario y sus posiciones fueron dominantes en casi todos los pisos, alas y sectores del Penal.
Solo se resistieron militantes con mayor antigüedad en el MLN-T que reconocían en la autocrítica del Simposio de Viña, las viejas posiciones ya derrotadas años atrás en la interna del movimiento guerrillero.
Fue en el cuarto piso del Penal donde el documento fue rechazado tanto desde el aspecto ideológico como políticamente: allí el Simposio de Viña ni se discutió ni circuló entre los internos del sector "B" de ese piso (conocidos como el "cuarto B").

### Los "Seis Puntos"
El planteo político-ideológico antepuesto al Simposio fueron los "Seis Puntos”. Desde entonces, aquellos militantes que rechazaron al Simposio y se adhirieron a las tesis de los "Seis Puntos" -documento redactado en el cuarto piso, sector "B" del Penal-, se les denominó "seispuntistas".
Los títulos del documento, que constaba de 6 puntos y sus respectivos desgloses, eran:
1. El Sistema Socialista mundial y la Unión Soviética como vanguardia mundial.
2. Cuba vanguardia de la revolución continental.
3. La vigencia de la experiencia del MLN (Tupamaros).
4. La defensa de "los viejos" como líderes históricos del MLN.
5. La vigencia de la lucha armada, como método principal para la liberación nacional.
6. La Alianza de carácter estratégico entre el MLN y el Partido Comunista Uruguayo.

Es esta tendencia "seispuntista", la que logró mantener la vigencia del MLN-T a diferencia de la tendencia liquidacionista surgida del "Simposio de Viña del Mar".
Desde el piso 4 sector "B" del Penal, los "seispuntistas" se establecieron metas y objetivos, entre los cuales cabe destacar:
1. La formación de militantes con capacidad organizativa, dada la falta de cuadros intermedios.
2. La formación ideológica sobre la base del marxismo-leninismo.
3. Recomposición del MLN-T desde la Dirección a las bases y de afuera del país hacia adentro.
4. Trabajar en la creación de agitadores, propagandistas y organizadores.

Con estos objetivos, se mantuvo un funcionamiento interno, transmitiéndose oralmente durante los recreos o los trabajos, los elementos teóricos memorizados por aquellos militantes con mayor capacidad de memorizar los textos.
Se escondieron en “berretines” varios libros que sirvieron de guía en la formación ideológica y política.
De esta manera se accedió al materialismo dialéctico, e histórico, conocer las leyes y la teoría del conocimiento tanto la materialista, como el idealismo filosófico.
Con el fin de romper el cerco informativo creado por los militares dentro del Penal, se creó un sistema muy bien organizado con el apoyo de los familiares de los detenidos con el objetivo de mantenerlos informados semanalmente.

### Reconstrucción del Movimiento 26 de Marzo en el exterior
Desde el Penal de Libertad aquellos militantes que fueron liberados viajaron a Europa, previo pasaje vía Río de Janeiro, con el objetivo de integrarse al MLN-T en el exterior.
Sin embargo, la realidad era muy distinta. Existía una enorme atomización y dispersión: la tendencia proletaria; el grupo de Seu Pedro -antiguo dirigente de la Unión de Trabajadores Azucareros de Artigas y fundador de MLN-T-; el grupo de Beto -también fundador del MLN-T que había logrado fugarse del Uruguay-. Mientras, otros grupos que se habían constituido en Comités Uruguayos, y su actividad central era la solidaridad con los presos y la denuncia a la dictadura en el exterior. Otros se exiliaron en Cuba al ser sorprendidos por el golpe militar de Augusto Pinochet. Allí, un grupo de uruguayos se había asimilado a la revolución cubana; otro, había pedido ingreso al Partido Comunista del Uruguay y otro grupo mayoritario se mantenía independiente.
Los "seispuntistas" recorrieron Europa y Cuba haciendo sus posiciones políticas e ideológicas. Algunos militantes ya conocían el planteo a veces deformado, en otras oportunidades “adornado” por historias del Penal, donde se tergiversaban los hechos en contra de la tendencia de los "Seis Puntos". A pesar de ello, se logró integrar a muchos militantes al trabajo político concreto, aunque despertó el rechazo visceral de la mayoría.
Una de las acusaciones y agitación de los grupos formados en el exterior era de que los "seispuntistas" “no tenían derecho a llamarse Tupamaros" o "que planteo ideológico y político no era expresión del MLN”.
Es en este grupo de militantes denominados "seispuntistas" que surge la necesidad de reconstruir el Movimiento 26 de Marzo.
Las condiciones para la reconstrucción del Movimiento eran las óptimas nadie peleaba por ese nombre histórico y en segundo lugar, desde 1973 en el "Simposio de Viñas" se había votado la liquidación del Movimiento y su disolución, por tanto, su desaparición dentro de la orgánica del Frente Amplio.

### La refundación del Movimiento 26 de Marzo
Así fue que se convocó en Europa a un Primer Encuentro de militantes “Pro Reconstrucción del 26 de Marzo”: reunidos en París en febrero de 1981 el nuevo 26M. Ya no sería el Movimiento de Independientes 26 de Marzo, sino que pasaría a llamarse Movimiento 26 de Marzo. Y su símbolo del 26M incorporaría la estrella roja del internacionalismo proletario. Además se declaraba la intención de construir la nueva organización con la guía del marxismo-leninismo como doctrina política y filosófica.
Al igual que el Movimiento 26 de Marzo histórico, creado en 1971, el nuevo Movimiento tomaba la tradición de identificarse con el MLN-T tal cual lo habían hecho los antecesores en la década del 70. Es por tanto, en la identificación de aquel Movimiento "histórico" que éste hunde sus raíces y las rescata conformando una unidad y continuidad histórica.

### Las agrupaciones en el exterior y el combate a la dictadura
La tarea de la reconstrucción abrió un nuevo período de designación de agrupaciones del movimiento 26M en Europa y América Latina. Así, en poco tiempo, la organización tuvo cierta presencia en Estocolmo, Malmö, París, Barcelona, Madrid, Ginebra, Ámsterdam, Bruselas, Río de Janeiro, Caracas, La Habana, Santiago de Cuba, Buenos Aires, La Paz, Porto Alegre, y Génova, así como actividades de diverso tipo en Canadá, Dinamarca, Australia, Panamá, y México.
La dirección del trabajo en el exterior se consolidó mediante el grupo de presos políticos salidos del Penal de Libertad y la Cárcel de Punta de Rieles y algunos militantes que tenían responsabilidades anteriores y estaban en el exterior. La dirección del trabajo político se trasladó al exterior y allí se trazaron una serie de objetivos, entre los que se destacan:
- Trabajar para retornar a Uruguay.
- Combatir la dictadura.
- Defender los presos políticos
- Denunciar la situación en las cárceles, y en especial la de los rehenes.
- Solicitar la solidaridad internacional y el apoyo de los gobiernos europeos y del mundo, en favor de Líber Seregni y Raúl Sendic Antonaccio.

Al mismo tiempo, el 26M solicitó al Frente Amplio su reingreso, lo que sucedería recién cuando la dictadura diera paso al período democrático.
El 26 de marzo en el exterior creó el Comité de Familiares de Presos Políticos Uruguayos. Publicaciones, denuncias internacionales, y eventos en todos los países de Europa, jalonaron el trabajo de los familiares de los presos del 26M. En especial, el trabajo estuvo dirigido a defender la vida de los llamados “rehenes”, y a pedir la libertad para Líber Seregni y Raúl Sendic.
Homenajes en parlamentos y gobiernos europeos y latinoamericanos fueron el resultado de este trabajo. Los nombramientos de ciudadanos honorarios en Brasil a Raúl Sendic y a otros dirigentes del Frente Amplio en Europa, fueron la coronación del éxito de este trabajo de solidaridad.

### El 26M en la Europa de la década del 80
Durante este período, entre mediados y fines de la década del 80, el 26M se vinculó con partidos políticos de izquierda y centro izquierda en Europa, tanto comunistas como socialdemócratas.
El 26M posee la peculiaridad de no poseer "partidos hermanos", mientras otros partidos políticos uruguayos al llegar al exilio en Europa contaron con la solidaridad de la Internacional Socialista o incluso de los partidos comunistas de Europa del Este.
En Suecia, país que acogió a gran cantidad de militantes del 26M exiliados -particularmente en Malmö y Estocolmo-, el 26M se relacionó con la socialdemocracia sueca, particularmente con el primer ministro Olof Palme, así como los ambientalistas y los partidos de centro izquierda de aquel país.
La solidaridad por la lucha del 26M también logró aceptación en España, Francia, Italia, Suiza. Madame Mitterrand, esposa del Presidente francés Francois Miterrand, la primera ministra Griega, Melina Mercuori, el Alcalde de Madrid, Tierno Galván, el presidente de Italia Sandro Perttini, los secretarios de los partidos finlandeses, belgas, y altos dirigentes fueron entrevistados repetidas veces informándoles sobre la grave situación de los presos y las barbaridades de la dictadura uruguaya.

### Regreso a América Latina
El 26M llevó a la práctica la idea de trasladar a toda América Latina militantes organizados.
Así desde el período que va desde el año 1980 a 1984 se instalaron en Brasil, Argentina, Bolivia, Venezuela, México, Cuba, Nicaragua y Panamá varios militantes, representantes de la organización. Con tareas de prensa y económicas se relacionaban con los diferentes partidos políticos y organizaciones sociales del medio.

### La presencia en el país entre 1980 y 1984
Este período, representa para el 26M y para el país, uno el momento más álgido de la lucha contra los militares y sus civiles cómplices en el poder desde 1973.
El año 1980 es el mojón que marca el lento inicio de una cruenta dictadura que, el 30 de noviembre de aquel año era derrotada en un intento de los militares de perpetrarse en el poder mediante un proyecto de reforma constitucional.
No todos los militantes del Penal se exiliaron, hubo quienes quedaron en el Uruguay. El grueso de los presos del Penal entre los que se encontraba la Dirección del 4º piso "B", constituía la fuerza del 26M dentro del país.
En 1980 los presos del Penal de Libertad deciden realizar una huelga de hambre considerando que estaban dadas las condiciones para enfrentar a los militares también en el penal.
Luego de un período de llevar a cabo la huelga de hambre solo en un sector, no logran obtener la solidaridad del resto de los pisos.
La dictadura toma la iniciativa de encarcelar y torturar a algunos presos salidos recientemente del 4º "B" y a varios familiares pertenecientes al Comité de Familiares de Presos Políticos de reciente constitución. Mientras que la mayoría de la dirección que hizo huelga de hambre fue trasladada a cuarteles donde fueron sometidos a fuertes torturas.
Así sería el fin de la Dirección en el Penal en su versión inicial y sus principios originales. De la tortura en los cuarteles volverían divididos en dos alas del mismo piso, cada sector acaudillado por un militante diferente.
A pesar de ello, sin embargo, el 26M sentó bases en Brasil y Argentina y estableció un vínculo entre los exiliados que comenzaban a retornar al continente y los militantes en Uruguay.
Durante los últimos años de la dictadura se realizó una campaña en favor de los presos con la consigna "libertad para los presos políticos - AT" (Amnistía Total). En la ciudad de Chuy en el departamento de Rocha se realizó una manifestación en contra de la muerte en prisión del tupamaro Adolfo "Nepo" Wassen Alanís, ocurrida en julio de 1984.
En el año 1982, los militares autorizaron la convocatoria de elecciones internas de los partidos políticos Colorado y Nacional. Desde la cárcel, Líber Seregni emitió una carta en la cual recomendaba el voto en blanco de todos los frenteamplistas. Por entonces, el 26M había solicitado el ingreso al Frente Amplio, lo cual había sido rechazado. La misiva redactada por Seregni creó fuertes contradicciones entre los sectores frenteamplistas, incluso algunos recomendaron votar a Wilson Ferreira Aldunate en la lista ACF. El M26 realizó una campaña en favor del voto en blanco. Más de cien mil votos señalaron la vigencia del Frente Amplio de esa manera.

### Las elecciones de 1984 y el retorno a la democracia
Las elecciones de 1984 se realizaron con proscripciones de los candidatos Líber Seregni del Frente Amplio y Wilson Ferreira Aldunate del Partido Nacional. El 26 de marzo no se presentó a las elecciones con candidatos propios, emitiendo un manifiesto en el cual se expresaba el carácter continuista del gobierno que surgiría de aquellas elecciones acordadas de antemano con un triunfador asegurado: Julio María Sanguinetti.

### La liberación de los "rehenes" de la dictadura, y la ruptura con el MLN-T
La salida de todos los presos de los penales fue aguardada con ansiedad y expectativa.
El 26M había logrado que los hijos de Raúl Sendic, Raúl Fernando y Ramiro, visitaran a su padre en el Penal de Libertad, pues unos meses antes habían regresado a Uruguay, y en esas visitas, le fueron acercando a su padre alguna información referente a lo que estaba ocurriendo en el país, y sobre las perspectivas de futuro.
La liberación de Raúl Sendic en marzo de 1985, se produjo desde la jefatura de policía de Montevideo. La organización le alquiló un apartamento y los militantes del 26M se ocuparon de alojarlo y custodiarlo durante el primer tiempo.
Allí comenzó a ser visitado por el resto de los Tupamaros de dirección y presos viejos, así intercambiando ideas y reflexiones sobre el pasado, el presente, y el futuro del MLN.
El planteo de la dirección del MLN, expresado desde la conferencia de prensa en “Conventuales”, fue el “de un gran abrazo”. Unir nuevamente a todos los sectores, grupos y tendencias del MLN, convocando a una próxima Convención.
La posición del Movimiento 26 de Marzo fue así la misma que la expresada en los históricos seis puntos redactados dentro del Penal, en relación con lo que la organización se negaba a realizar un "borrón y cuenta nueva".
En el Penal de Libertad, “La tendencia”, “los simposistas de Viña”, habían tenido el control de todos los pisos salvo del 4º "B". Eran esas tendencias las que habían legado el prestigio, el dinero, y las relaciones y vínculos políticos del MLN-T, y sin embargo, lo habían desechado todo.
Mientras el 26M había sido minoría absoluta en el penal, logrado allí crear y mantener organizados cientos de militantes, en el exilio se habían soportado duras condiciones, aunque en el corto trayecto de cinco años, se había logrado reconstruir una organización desde el pie, uniendo a todos los militantes dispersos. El 26M contaba con militantes dentro y fuera del país. Poseía una sólida base económica, y un aparato propagandístico con publicaciones, imprentas y otros negocios dentro y fuera del país.
Después de un tiempo de negociaciones, el resultado fue el alejamiento de Raúl Sendic, así como de los encargados de las negociaciones con el MLN-T. A su vez, el MLN-T dio un ultimátum público de dos meses para la incorporación como un grupo más al conjunto de aquella organización.
La respuesta del Movimiento 26 de Marzo era el rechazo, no aceptaría la convocatoria hecha por la dirección del MLN.

### Participación electoral
Durante la Dictadura, el Movimiento 26 de Marzo en el exterior solicitó el ingreso al Frente Amplio, cuya Dirección entonces se encontraba en París.
En su primera solicitud la misma fue rechazada por algunos sectores de la coalición de izquierda.
El ingreso definitivo se haría recién en junio del año 1989 a cinco meses de las elecciones nacionales de aquel año.
La historia del Movimiento, sin embargo, no estaría exento de dificultades a partir ese momento. De hecho, su historia previa tampoco había sido sencilla. A pesar del ingreso al Frente Amplio, el 26M debió luchar por su lema -ante la solicitud de impugnación realizada por un grupo denominado 26 de Marzo en el Uruguay, la cual fue desestimada-; también se debieron soportar ataques con armas de fuego a los locales de la organización así como las constantes acusaciones de los partidos tradicionales de ser un grupo de "violentistas".
A pesar de todo ello, el 26M se presentó a las elecciones nacionales por primera vez en su historia con lista propia, la número 326. Entonces, su caudal electoral sumó 8.000 adhesiones en todo el país, en solo cinco meses.
En esas elecciones de 1989 el 26M, postuló a Fernando Vázquez al Senado y a Ángeles Balparda a diputados.
En acuerdo electoral con el Partido Comunista del Uruguay acumulando en un sublema en común denominado Unidad para los cambios el 26M aportaba sus votos a Democracia de Avanzada. Este sector estaba integrada por el PCU y el FIDEL, que desde entonces se identificará con la lista 1001.

### Primera experiencia en el gobierno
Las elecciones del año 1989 dieron al Frente Amplio el triunfo en el gobierno municipal de Montevideo de la mano de Tabaré Vázquez.
El 26M obtuvo 'tres cargos en la administración municipal. Uno de ellos, encabezado por María de los Ángeles Balparda la cual fue designada para el Centro Comunal Zonal número 1.

### La actuación electoral desde 1994 en adelante
Para las elecciones de 1994, el M26 realizó una serie de alianzas político-electorales con diferente grupo dentro del Frente Amplio. Todo el proyecto, fue ideado por Germán Araújo, quien falleció en 1993.
La nueva alianza se le denominó UNIR y estuvo integrada por los grupos Pregón de Carlos Previtali, la histórica Unión Popular de Enrique Erro entonces ya fallecido, la Corriente de Unidad Frenteamplista (CUF) representada por Germán Araujo y el 26M. Esta nueva experiencia electoral fue considerada un fracaso por el M26. UNIR obtuvo la misma cantidad de votos que el Movimiento sólo en 1989. El referente y organizador natural de la alianza, Germán Araújo, había fallecido en marzo de 1993 y la escasez de recursos fueron aspectos que perjudicaron a ésta alianza electoral.
Por primera vez desde su fundación, una fuerte crisis -comparable solo con la caída de la URSS, principal referente ideológico- surgieron voces de fuerte cuestionamiento a la Dirección del 26M. El resultado de ello: la disolución de UNIR.
Fracasado este proyecto. El 26M participó en la construcción de uno nuevo: la Corriente de Izquierda. Esta estaba integrada por el MPP, el 20 de mayo, la CUF, la UP, el Partido Socialista de los Trabajadores, la Izquierda Democrática Independiente, el abogado Helios Sarthou y el guerrillero del MLN-T Jorge Zabalza.
La creación de la Corriente de Izquierda permitió a los sectores integrantes ganar fuerza dentro del Frente Amplio, al punto tal que alcanzó el segundo lugar en las elecciones internas de la coalición detrás del Partido Socialista. Esto le permitió a cada uno de los sectores integrantes de la CI participar en la Mesa Política del Frente Amplio.
En las elecciones de 1999, el 26M realizó un acuerdo electoral con el MPP para las elecciones nacionales, no así para las departamentales del año 2000. A pesar de ello, el 26M alcanzó una diputación en la Cámara de Representantes, que fue ocupada por Raúl Fernando Sendic.
Ese mismo año, el Frente Amplio sufría un nuevo revés electoral al ser derrotado por el Partido Colorado en el balotaje.
Sin embargo, las elecciones de mayo de mayo de 2000 el 26M tuvo representación electa en los departamentos de Salto, Canelones y Montevideo con ediles en cada Junta Departamental, también obtuvo representación en la Junta Local Autónoma del Chuy en el departamento de Rocha.

### Escisión del Frente Amplio
El 28 de marzo de 2008 se resolvió en el Encuentro Nacional de Militantes la desvinculación del Movimiento 26 de Marzo del Frente Amplio, alegando diferencias de carácter ideológico, las cuales se agudizaron a partir de la asunción de Tabaré Vázquez como Presidente de Uruguay.
Algunos de los eventos más destacados que forzaron la ruptura del Movimiento 26 de Marzo del Frente Amplio fueron:
El alejamiento de las tendencias antimperiailistas y un mayor acercamiento hacia EE. UU.: visita de George W. Bush, lo que generó fuerte resistencia en los grupos de izquierda y en el cual el Movimiento 26 de Marzo jugó un papel relevante en las movilizaciones en su contra; firma de un Tratado de Libre Comercio EE.UU; envío de tropas a Haití después del golpe de Estado contra Jean Bertrand Aristide en 2004 e incluso la participación de Uruguay en las maniobras militares de la UNITAS.
La continuidad en la política económica Neoliberal, la cual había sido fuertemente cuestionada por el Frente Amplio desde la oposición, básicamente con la designación de Danilo Astori al frente del Ministerio de Economía y Finanzas. De hecho la designación de Astori, Vázquez la había anunciado antes de su asunción en una visita como presidente electo al Fondo Monetario Internacional. En forma concomitante con esta continuidad, se aumentó la apertura económica a las inversiones extranjeras de empresas multinacionales y el apoyo unánime del gobierno al proyecto de instalación de la fábrica de pasta de celulosa de Botnia en Fray Bentos, lo que generó el denominado Conflicto Argentina-Uruguay por plantas de celulosa.
Desde el punto de vista interno de la fuerza política, el Movimiento 26 de Marzo cuestionó duramente la "crisis de participación" y el aumento de la centralización que el Frente Amplio atravesaba y que desde la llegada al gobierno se acentuó aún más. En 2008 se decidió la creación de un Secretariado integrado por dirigentes de las bases y sectores con represetanción en el Senado. Esta medida significaba la exclusión de la Dirección, no solo del Movimiento 26 de Marzo -con representación Parlamentaria pero en la Cámara de Representantes- sino también de todos los sectores minoritarios sin representación política en el Parlamento. La reacción del 26 de Marzo fue anunciar su retiro de la Mesa Política del Frente Amplio, hasta entonces, máximo órgano de Dirección entre Congresos.
Tal cual lo expresaba la declaración del Encuentro Nacional del 26M, todos los cargos electivos fueron renunciados en el acto allí donde hubiera militantes pertenecientes a la organización.
El 12 de julio de 2008 el Movimiento 26 de Marzo organizó una Plenario Nacional en donde se decidió la integración al nuevo partido político llamado “Asamblea Popular”, creado en el año en abril de 2006.

### La impugnación al 26M por el Frente Amplio
Sin embargo, quedaba aún en disputa el lema partidario.
El Frente Amplio decidió presentar ante la Corte Electoral un recurso de impugnación del uso del lema, dado que el mismo hacía referencia al primer acto de masas convocado por la izquierda en las elecciones de 1971, si bien la fecha también hace referencia histórica al izado de la bandera artiguista a cargo tropas de José Gervasio Artigas a Montevideo en 1815 después del Segundo Sitio a Montevideo durante la gobernación de Fernando Otorgués.
En un Plenario de militantes convocado ante esta situación, el mismo declaró que "esta iniciativa del Progresismo en el gobierno tiene un claro sentido de rencor y de venganza" y con la consigna "El 26 de marzo no es patrimonio del Frente Amplio Progresista, es patrimonio del pueblo" se llevó a cabo una campaña en defensa del lema.
De hecho el Movimiento 26 de Marzo se había constituido como lema accidental antes de su ingreso al Frente Amplio y por tanto no era un lema de esa fuerza política como tal.
Finalmente en 2009, la Corte Electoral reconoció al "Movimiento 26 de Marzo" como partido político con el voto contrario de los ministros frenteamplistas de la Corte -en minoría, 2 de 8-.

### Desde la integración a Asamblea Popular a la actualidad
En 2006, Raúl Sendic fue designado Presidente del Directorio de la Administración Nacional de Combustibles Alcohol y Portland, decidiendo entonces un progresivo alejamiento de las posturas del Movimiento 26 de Marzo, proceso que culminó con la creación por parte del citado, de un nuevo sector frenteamplista. El alejamiento entre el 26M y Raúl Fernando Sendic, tuvo sus orígenes en la postura crítica que desde el año 2005 la organización había tomado en relación con varias de las posturas del gobierno de Tabaré Vázquez.
Para las elecciones nacionales de 2009, el 26M se integró de lleno a Asamblea Popular, fundado en abril de 2006. La fórmula electoral para las elecciones quedó integrada por Raúl Rodríguez Leles da Silva, actor y director de teatro residente en Paysandú y antiguo integrante del "seispuntismo" en el Penal de Libertad, y Delia Villalba, docente jubilada residente en la ciudad de Dolores, departamento de Soriano, conocida por su defensa del medio ambiente y su férrea oposición a la instalación de las plantas productoras de pasta de celulosa en el departamento de Río Negro.
A pesar del magro resultado electoral, 15166 votos, el balance fue positivo para partido que se estrenaba en dos elecciones consecutivas -internas o primarias y primera vuelta electoral- con diferencia de 6 meses desde el inicio de la actividad electoral.
Dentro de Asamblea Popular, el 26M obtuvo el 64% de los votos con el sublema "En Lucha por la Soberanía", consagrándose como el sector más votado.
El saldo electoral de las elecciones arrojó un resultado sensiblemente favorable al candidato freneamplista José Mujica Cordano aunque insuficiente para evadir la posibilidad de un balotaje frente al candidato del Partido Nacional Luis Alberto Lacalle. En esas circunstancias, tanto el 26M como la Asamblea Popular rechazaron la posibilidad de apoyo electoral a cualquiera de las candidaturas optando por anulación del voto.
En las Elecciones municipales de Uruguay de 2010 en el mes de mayo, el 26M junto a la Asamblea Popular presentaron candidatos en 15 de los 19 departamentos del país. Los candidatos fueron:
- Montevideo: Eduardo Rubio (político)
- Florida: José Colombo
- San José: Eduardo Hernández
- Artigas: Aland Rossi
- Colonia: Mario Viera San Martín
- Lavalleja: Efraín Chury Iribarne
- Soriano: Delia Villalba
- Canelones: Milton Franco
- Durazno: Roberto Correa
- Maldonado: Carlos Pérez
- Rocha: Enrique Razetti
- Cerro Largo: Juan José Araujo
- Paysandú: Aída Cocchiararo
- Salto: Jorge Moraes
- Treinta y Tres: José Romero

La principal figura del "26 de Marzo", es el dirigente y exsecretario del Centro Comunal Zonal N° 2, Eduardo Rubio.
Además de Rubio, la Dirección Nacional del Movimiento está integrada por José Luis Borges, Nelson Tabárez, Daniel Pereira, Guillermo Fernández, Rubén Vera y María de los Ángeles Balparda.

### Elecciones de 2014

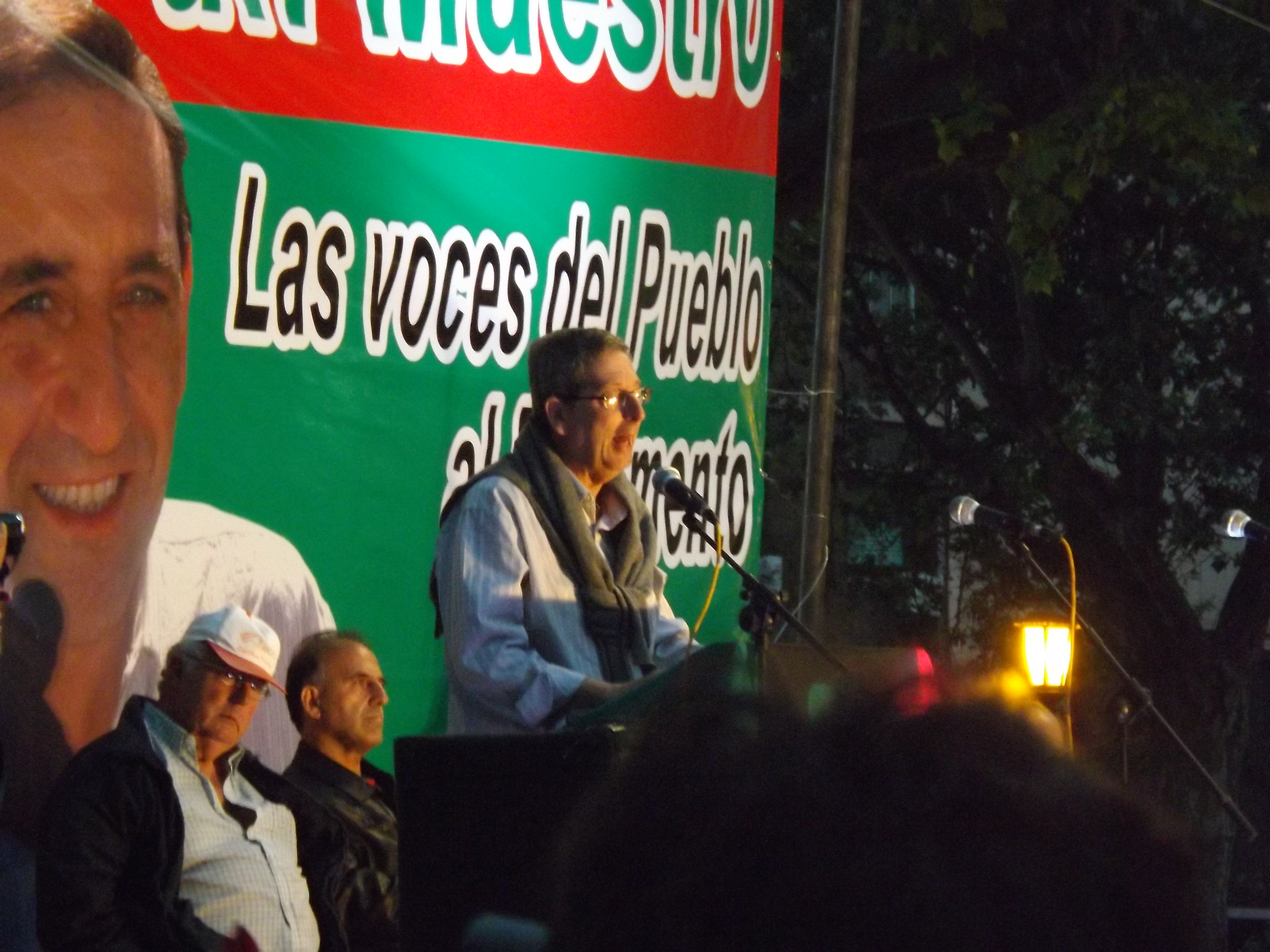
Eduardo Rubio en el acto de cierre en Plaza Libertad, Montevideo. Acto de cierre de la Unidad Popular, 23 de octubre de 2014

En el año 2014, el Movimiento 26 de Marzo, presentó candidaturas para las elecciones internas de 2014 de junio en la totalidad de los departamentos del Uruguay.
El Movimiento 26 de Marzo, concurrió a las elecciones nacionales de 2014 de octubre con la candidatura de Eduardo Rubio como candidato al Senado acompañando la fórmula presidencial de la Unidad Popular integrada por el historiador Gonzalo Abella y el sindicalista Gustavo López.
El sublema de la lista 326 del Movimiento 26 de Marzo se denominó "En lucha por la soberanía" y obtuvo un total de 12.305 votos sobre un total para el Partido Unidad Popular de 26.869 votos, representando 45,79% del total del lema.
De esta manera, Eduardo Rubio, si bien no alcanzó al Senado Nacional, obtuvo una banca en la Cámara de Representantes, con este hecho el Movimiento 26 de Marzo retorna a la representación parlamentaria después de que por 5 años fuera excluido de la misma.
No obstante, en las elecciones de 2019, la banca la pierde por algunos miles de votos.

## Resumen electoral

### Elecciones presidenciales
| Elección | Candidatos              | Primera vuelta | Primera vuelta | Segunda vuelta | Segunda vuelta | Resultado |
| Elección | Candidatos              | Votos          | %              | Votos          | %              | Resultado |
| -------- | ----------------------- | -------------- | -------------- | -------------- | -------------- | --------- |
| 1984     | Juan José Crottogini    | 401,104        | 21.26 %        |                |                | No electo |
| 1989     | Líber Seregni           | 418,403        | 21.23 %        |                |                | No electo |
| 1994     | Tabaré Vázquez          | 621,226        | 30.61 %        |                |                | No electo |
| 1999     | Tabaré Vázquez          | 861,202        | 40.10 %        | 982,049        | 45.87 %        | No electo |
| 2004     | Tabaré Vázquez          | 1,124,761      | 50.45 %        |                |                | Sí electo |
| 2009     | Raúl Rodríguez da Silva | 15,428         | 0.67 %         |                |                | No electo |
| 2014     | Gonzalo Abella          | 26.869         | 1,13 %         |                |                | No electo |
| 2019     | Gonzalo Abella          | 19,728         | 0.81%          |                |                | No electo |

### Elecciones legislativas
|  | 20,77 % |

|  | 20,77 % |

|  | 20,35 % |

|  | 20,35 % |

|  | 29,26 % |

|  | 29,26 % |

|  | 39,60 % |

|  | 39,60 % |

|  | 50,45 % |

|  | 50,45 % |

|  | 0,67 % |

|  | 0,67 % |

|  | 1,3 % |

|  | 1,3 % |

|  | 0,81 % |

|  | 0,81 % |